# 神戸市立太山寺小学校
神戸市立太山寺小学校（こうべしりつ たいさんじしょうがっこう）は、兵庫県神戸市西区伊川谷町前開にある公立小学校。
名称の由来である太山寺は当校より約1.4km東にある。学園都市駅へは南1.8km。

## 沿革
出典
- 1874年6月 - 鷹尾学校として開校。

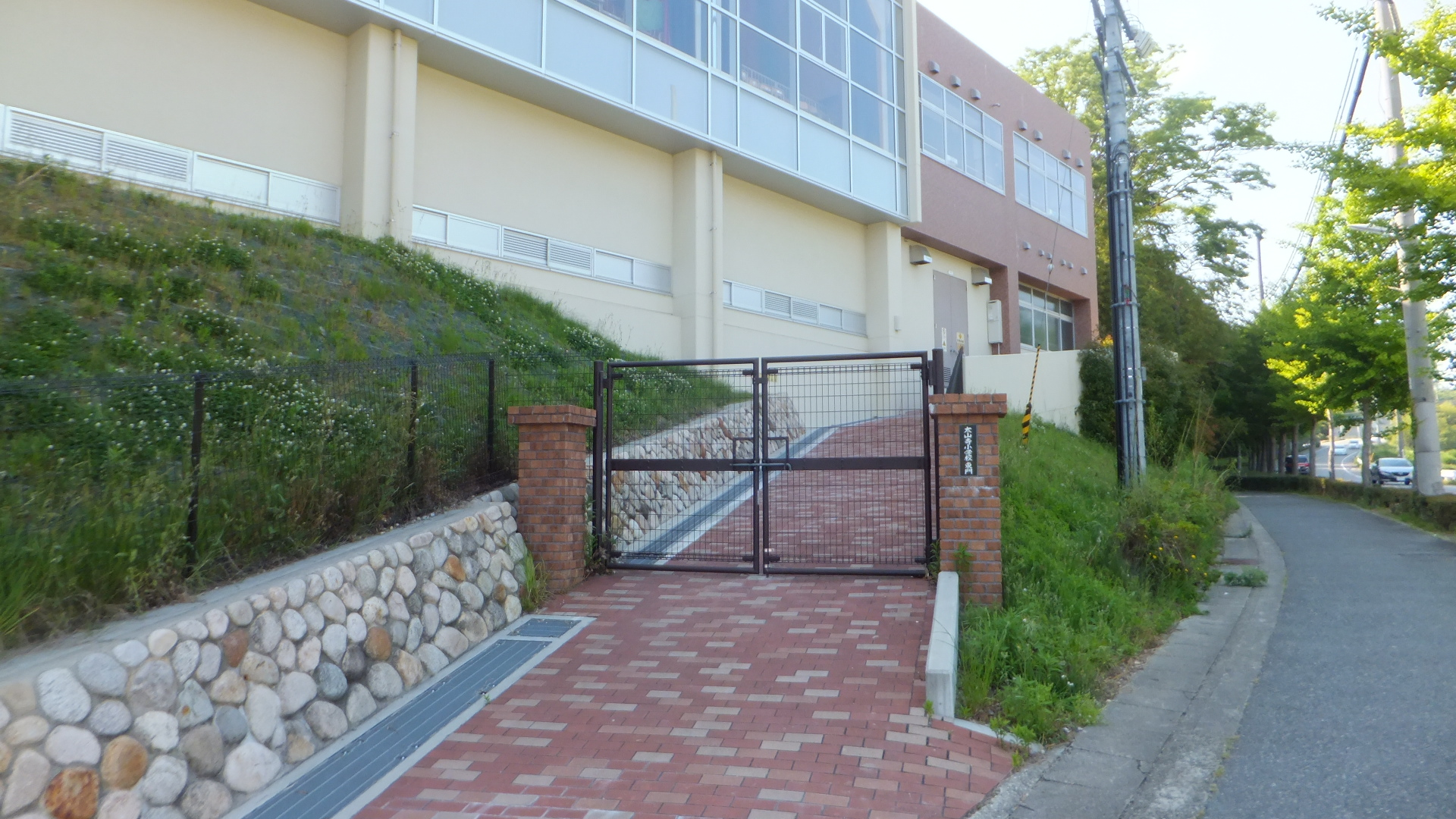
正門

- 1876年3月 - 鷹尾学校・瑞雲学校・太谷学校に分離。
- 1881年8月 - 太谷学校廃校。
- 1883年6月 - 瑞雲学校廃校。
- 1887年4月 - 鷹尾簡易小学校と改称。
- 1891年4月 - 鷹尾尋常小学校と改称。
- 1892年4月 - 前開尋常小学校と改称。
- 1910年4月 - 伊川谷尋常小学校と改称。
- 1941年4月 - 明石郡太山寺国民学校と改称。
- 1947年3月 - 神戸市との合併により、神戸市立太山寺国民学校になる。
- 1947年4月 - 神戸市立太山寺小学校と改称。
- 1995年1月17日 - 阪神・淡路大震災の為、23日まで休校。
- 1995年5月 - 宝谷地区仮設住宅に避難している児童53名を受け入れる。
- 2010年7月 - オーストラリアのクイーンズランド州立バードン小学校との交流事業[2]
- 2020年6月- 火事で給食室が全焼

## 校風
- 校訓 「努力 仲間 元気」

## 教育方針
- 教育目標「努力 仲間 元気」（2019年度）

## 校区
出典
- 神戸市西区
  - 伊川谷町前開・伊川谷町布施畑・伊川谷町小寺・前開南町1 - 2丁目・室谷1 - 2丁目

## 進学先中学校
- 神戸市立太山寺中学校
神姫バス 57系統「太山寺小学校前」より徒歩5分

## 通学区域が隣接している学校
- 神戸市立東町小学校
- 神戸市立小寺小学校
- 神戸市立長坂小学校
- 神戸市立伊川谷小学校
- 神戸市立井吹東小学校
- 神戸市立櫨谷小学校
- 神戸市立木津小学校
- 神戸市立藍那小学校
- 神戸市立谷上小学校
- 神戸市立白川小学校
- 神戸市立松尾小学校
- 神戸市立神の谷小学校
- 神戸市立菅の台小学校
- 神戸市立小束山小学校